# Viol collectif en droit français
Cet article concerne le viol collectif en droit français. Pour la définition générale, voir Viol collectif.
En droit français, le viol collectif, viol en réunion ou parfois « tournante », est un viol commis par plusieurs personnes agissant comme auteurs ou complices. Selon les cas, de multiples circonstances aggravantes sont envisageables : sur personne mineure ou personne vulnérable, en concours avec d'autres viols commis sur d'autres victimes, lorsqu'un mineur était présent et y a assisté.
Le mot « tournante » est apparu dans la presse française en décembre 2000 pour décrire les viols en réunion, notamment dans les banlieues françaises. De 2001 à 2003, les médias français ont beaucoup plus traité ce sujet que précédemment, puis beaucoup moins depuis 2004.

## Incrimination et répression
Le viol est réprimé par l'article 222-23 du code pénal, comme « Tout acte de pénétration sexuelle, de quelque nature qu'il soit, commis sur la personne d'autrui ou sur la personne de l'auteur par violence, contrainte, menace ou surprise ». Le viol en réunion est retenu par la justice française comme circonstance aggravante du viol « lorsqu'il est commis par plusieurs personnes agissant en qualité d'auteur ou de complice »,
dans l'article 222-24 du code pénal. Le viol en réunion est puni en France d'une peine allant jusqu'à vingt ans de réclusion criminelle.

## Analyse sociologique
Pour le sociologue Laurent Mucchielli, le phénomène de viol collectif est ancien dans les sociétés urbaines. L'historienne Nicole Gonthier recense de nombreux cas dans les villes françaises à la fin du Moyen Âge. Le phénomène est considéré comme nouveau dans les années 1970 en France, et il est à nouveau observé dans la décennie suivante. Une expertise réalisée par un psychiatre auprès de la cour d’appel de Paris concernant les auteurs des viols en réunions et d'agressions sexuelles (portant sur 52 cas) indique que ceux-ci ont entre 13 et 26 ans avec un pic à 16 ans ; ce type d'agresseur est plus jeune que pour d'autres types d'agressions sexuelles.
En 2001, la juge Sylvie Lotteau, du tribunal de Bobigny, décrit ainsi les tournantes : « Une fois qu'une jeune fille est devenue l'amie de l'un des membres d'une bande, les autres membres se partagent ses faveurs, en général avec le consentement de son ami, mais pas de la victime. Il faut donner une appréciation négative de la jeune fille — déjà fragilisée car souvent fugueuse, issue de familles déstructurées — pour dire après qu’elle était forcément consentante ». Un procès ayant eu lieu la même année, en 2001, concernait onze violeurs d'une jeune fille de 14 ans dans une cave. Les délinquants ne manifestaient pas de compassion particulière pour leur victime, mais étaient en revanche devant une audience venue nombreuse les soutenir, d'après Le Monde. C'est cet événement qui décida le monde politique à prendre en compte cette question, poussé par le mouvement Ni putes ni soumises.
Des sociologues mettent l'accent sur un effet de groupe : selon eux, l'ami de la jeune femme ne pourrait la protéger de ses amis sans se désavouer vis-à-vis d'eux. Jean-Jacques Rassial, psychologue universitaire, y voit plutôt une sorte de rite de passage, où le jeune homme montre que son respect de la bande passe pour lui avant celui de son amie ou des lois[réf. nécessaire].